# LG 옵티머스 G 프로
LG 옵티머스 G 프로(LG Optimus G Pro)는 LG전자에서 제조/판매하는 안드로이드 패블릿 스마트폰으로, LG 옵티머스 G의 Full-HD(1920×1080) 해상도 지원 파생 모델이다.
2013년 2월 21일 대한민국에서 출시되었으며, 2013년 7월 4일에는 표준 모델이 출시되었다.

## 외형
인디고 블랙과 루나 화이트의 두 가지 색상으로 출시되었다. 버튼은 모두 7개로, 전면 아래쪽 가운데에 발광 다이오드가 내장된 물리 홈 버튼과, 그 좌우에 각각 정전식 뒤로 가기 버튼과 메뉴 버튼이 있으며, 좌측에 볼륨 조절 버튼과 Q버튼, 우측에 전원 버튼이 있다. 홈 버튼에 설치된 발광 다이오드는 RGB 3색을 모두 표현 가능하며, 전화 착신이나 알람, 기타 알림이 있을 경우 미리 지정된 색으로 빛을 낸다. 상단에는 오디오 단자와 리모콘 기능(Q리모트)에 사용되는 적외선 발광부, 통화 시 소음 감소에 사용되는 보조 마이크가 있으며, 하단에는 슬림포트 단자를 겸하는 micro-USB 2.0 포트와 송화부가 있다.

## 운영 체제 / 소프트웨어

### 안드로이드 4.1.2 젤리빈
안드로이드 4.1.2 젤리빈을 탑재하여 출시되었다. 이후 2013년 4월 12일 대한민국 출시 모델에 대해 밸류팩 업그레이드라는 이름으로 UX의 마이너 업데이트가 이루어졌다.

### 안드로이드 4.4.2 킷캣 업그레이드
2014년 3월 20일, LG-F240S와 LG-F240L 모델의 안드로이드 4.4.2 킷캣 업그레이드가 시작되었다.
이후 잠시동안 오류로 인해 업데이트가 중지되었으나, 2014년 4월 7일 아침 LG-F240K 모델을 포함해 모든 사용자의 업그레이드가 시작되었다. 달라진 점은 상단바가 킷캣 스타일로 바뀌고, 카메라 기능을 강화했다.

### 안드로이드 5.0.1 롤리팝 업그레이드
2015년 2월 27일, 대한민국 출시 모델을 대상으로 5.0.1 롤리팝 업그레이드가 시작되었다. UI가 G3와 같은 LG UX 3.0으로 변경되었다.

## 특수 기능

### Q메모
Q메모를 어느 화면에서나 보며 이중플레이 할 수 있는 겹쳐사용하기 모드를 사용하면 Q메모를 보면서 다른 애플리케이션을 동시에 사용할 수 있다.
(안드로이드 4.4에서는 스크린 캡처용이다.- 캡처후 메모를 할 수 있는 형식으로 되어있다.)

### VR 파노라마
기기를 좌우로 흔들면서 사진을 촬영하면 입체적으로 사진이 찍히는 기능이다. 아이폰 5의 파노라마 광고를 디스한 광고로 화제가 되었었다.

### 듀얼 카메라 / 듀얼 레코딩
후면 카메라로 사진이나 동영상을 촬영하면서 전면 카메라로도 사진이나 동영상을 촬영할 수 있는 기능이다.

### 크리스탈 리플렉션
후면은 크리스탈 리플렉션(Crystal Reflection) 공법으로 가공하여 빛이 들어오는 각도에 따라 색상이 다르게 보인다. 전작인 옵티머스 G와 옵티머스 뷰2에도 적용되었었다.

### 홈 버튼LED
다양한 색상 및 패턴을 표출하는 홈 버튼 LED가 탑재되어 전화수신, 미확인 알림, 알람, 캘린더, 다운로드 앱, 배터리 충전 상태 등 다양한 상황을 홈 버튼 LED로 확인이 가능하다.

### 다양한 멀티 플레이
상단바를 내리면 영상, 이미지,dmb, 인터넷, 문자, 전화등 다양한 기본 프로그램의 멀티 플레이를 지원한다.
(창모드로 실행이된다.)
인터넷 멀티플레이를 이용하여 게임을 하거나 다른 앱을 사용하면서 유튜브 영상을 볼 수도 있다.

## 액세서리

### 무선 충전 패드
무선 충전기를 일반 충전기로 충전하면서 기기를 무선 충전기에 올려서 충전하는 기능이다. 옵티머스 G 프로 글로벌 출시 당시, 글로벌 출시 기념으로 G 프로 구입자에게 무선 충전 패드를 무료로 제공하는 이벤트를 하기도 하였다.

### 퀵커버
갤럭시 S3와 갤럭시 노트2의 플립 커버와 비슷한 케이스이다. 배터리 커버를 제거하고 끼워야 하며, 커버를 열고 닫으면 저절로 온 / 오프가 된다.

### 퀵윈도우
G2에서 먼저 출시된 케이스로 4.4.2 킷캣 업그레이드 후, 사용 가능하다. 직사각형 모양으로 뚫려 있는 화면으로 시계 창이 뜬다.

## 국가별 파생 모델

### 대한민국

#### LG-F240S/K/L
SK텔레콤, KT, LG유플러스에서 각각 LG-F240S, LG-F240K, LG-F240L 모델이 출시되었다. 기본 모델과 디자인 및 기본적인 사양은 동일하나, DMB 수신 기능이 추가되고 각 통신사에 따른 소프트웨어 커스터마이징이 추가되는 등의 차이가 있다.

#### LG-F220K
일본에 출시된 L-04E를 기반으로 수정된 모델로 KT에서 “옵티머스 GK”라는 펫네임으로 출시되었다. G2 TSP 터치패널을 적용한 5″의 화면과 (화소 밀도 440 ppi) 3,100 mAh의 내장형 리튬 이온 폴리머 배터리가 적용된 제품이다.

### 일본

#### L-04E
G2 TSP 터치패널을 적용한 5″의 화면과 (화소 밀도 440 ppi) 3,000 mAh의 내장형 리튬 이온 폴리머 배터리가 적용된 제품이다. 세로 139.1 mm, 가로 69.9 mm, 두께 9.9 mm, 무게 156 g로 기본 모델과 디자인 등에서 차이가 있다.

### 미국

#### AT&T모델
5.5″의 화면과 (화소 밀도 401 ppi) 3,140 mAh의 탈착식 리튬 이온 배터리가 적용된 제품이다.

### 중국

#### LG-E985T
5.5″의 화면과 (화소 밀도 401 ppi) 3,140 mAh의 탈착식 리튬 이온 배터리가 적용된 제품이다.

## 연혁
- 2013년 1월: 일본에서 제품 공개
- 2013년 2월 21일: 대한민국에서 출시[1]
- 2013년 2월 25일: 모바일 월드 콩그레스 2013에 제품 전시
- 2013년 4월: 일본에서 출시[4]
- 2013년 5월 2일: 대한민국에서 일본판 옵티머스 G 프로에 기반한 모델을 옵티머스 GK라는 이름으로 출시[5]
- 2013년 5월 10일: 미국에서 출시[6]
- 2013년 7월 4일: 글로벌 모델 출시[2]

## 출시 국가
- 대한민국: 2013년 2월 21일(옵티머스 G 프로), 2013년 5월 2일(옵티머스 GK)[5]
- 일본: 2013년 4월
- 미국: 2013년 5월 10일
- 인도: 2013년 7월 4일
- 영국
- 중국(3G 모델, TD-LTE 모델)

## 같이 보기
- LG 옵티머스 G
- LG G2
- LG G 프로 라이트
- LG Gx